# Liste der Biografien/Beni
Liste der Biografien |
Portal Biografien |
Personensuche
# |
A |
B |
C |
D |
E |
F |
G |
H |
I |
J |
K |
L |
M |
N |
O |
P |
Q |
R |
S |
T |
U |
V |
W |
X |
Y |
Z |
?
 
Ba |
Be |
Bd |
Bg |
Bh |
Bi |
Bj |
Bl |
Bm |
Bn |
Bo |
Br |
Bs |
Bu |
Bw |
By |
Bz
 
Bea–Beb |
Bec |
Bed |
Bee |
Bef |
Beg |
Beh |
Bei |
Bej |
Bek |
Bel |
Bem |
Ben |
Beo |
Bep |
Beq |
Ber |
Bes |
Bet |
Beu |
Bev |
Bew |
Bex |
Bey |
Bez
 
Bena |
Benb |
Benc |
Bend |
Bene |
Benf |
Beng |
Benh |
Beni |
Benj |
Benk |
Benl |
Benm |
Benn |
Beno |
Benq |
Benr |
Bens |
Bent |
Benu |
Benv |
Benw |
Beny |
Benz
Die Liste der Biografien führt alle Personen auf, die in der deutschsprachigen Wikipedia einen Artikel haben. Dieses ist eine Teilliste mit 129 Einträgen von Personen, deren Namen mit den Buchstaben „Beni“ beginnt.

## Beni
- Beni (* 1986), japanische Singer-Songwriterin
- Beni dos Santos, Benedito (* 1937), brasilianischer Geistlicher und emeritierter römisch-katholischer Bischof von Lorena
- Beni, Alfred (1923–1995), österreichischer Schachspieler
- Beni, Claudia (* 1986), kroatische Pop-Sängerin mit russischen und kroatischen Wurzeln
- Beni, Dario (1889–1969), italienischer Radrennfahrer
- Beni, Paolo (1552–1627), italienischer Philologe und Romanist

### Benia
- Beniamina, Rimeta (* 1960), kiribatischer Politiker
- Benian, Belfu, türkische Schauspielerin

### Benic
- Benichi, Samira (* 1993), marokkanische Rollstuhltennisspielerin
- Bénichou, Fabrice (* 1966), französischer Boxer im Superbantamgewicht
- Bénichou, Maurice (1943–2019), französischer Schauspieler und Theaterregisseur
- Bénichou, Paul (1908–2001), französischer Romanist und Literaturwissenschaftler
- Bénichou-Aboulker, Berthe (1886–1942), französische Schriftstellerin in Algerien
- Benício, Murilo (* 1971), brasilianischer SchauspielerMurilo Benício (* 1971)

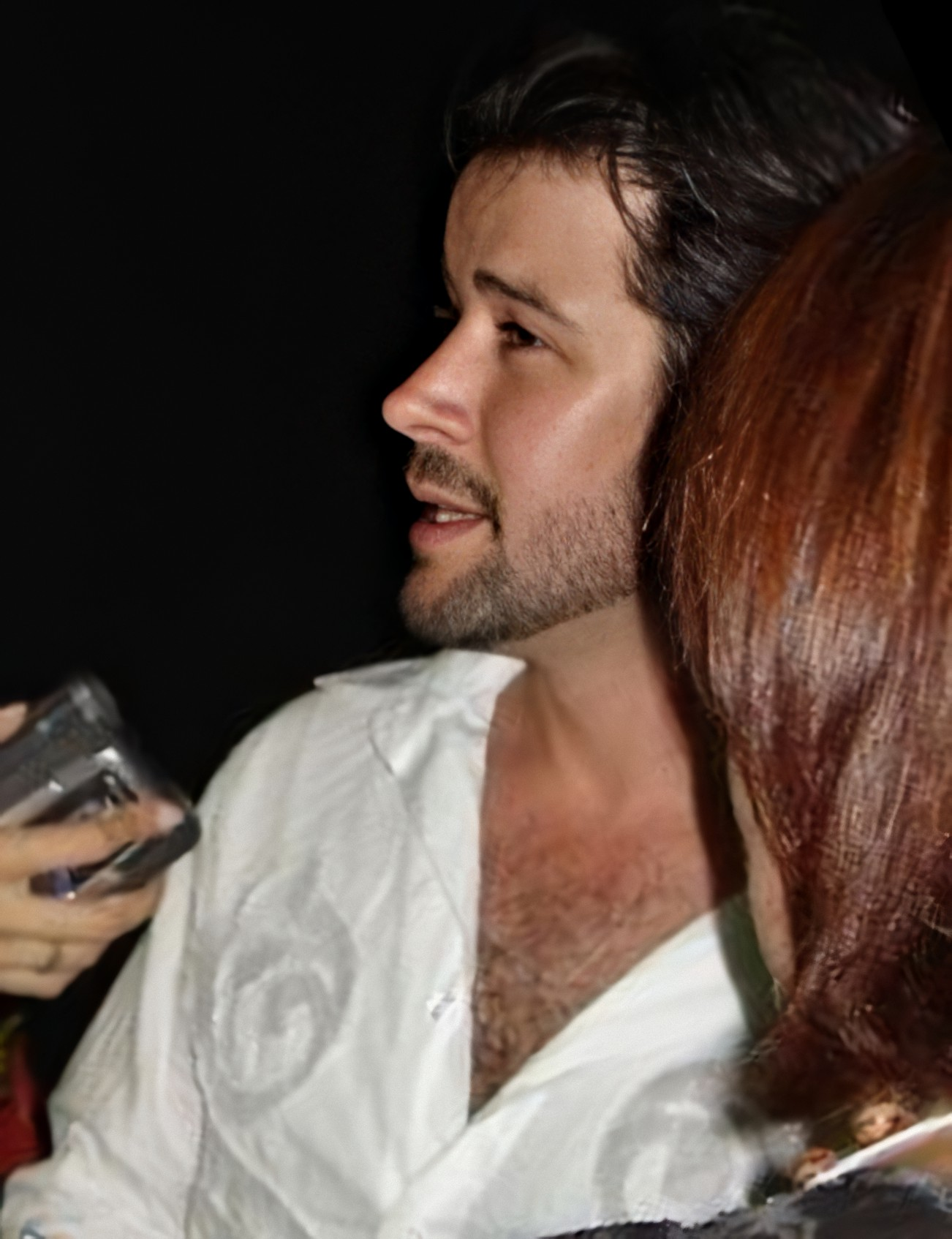
Murilo Benício (* 1971)

- Benick, Georg (1901–1992), deutscher Jurist und Entomologe
- Benick, Ludwig (1874–1951), deutscher Entomologe
- Benicke, Jens, deutscher Politikwissenschaftler und Autor
- Benicken, Johann Casimir (1782–1838), deutscher Justizrat, Stadtsekretär und Ornithologe
- Beniczky, Ödön (1878–1931), ungarischer Politiker, Obergespan und Innenminister
- Beniczky-Bajza, Helene von (1840–1905), ungarische Schriftstellerin

### Benid
- Benidickson, Agnes (1920–2007), kanadische Rechtswissenschaftlerin
- Benidickson, William (1911–1985), kanadischer Politiker (Liberale Partei)

### Benie
- Beniers, Matty (* 2002), US-amerikanischer Eishockeyspieler

### Benif
- Benifei, Brando (* 1986), italienischer Politiker

### Benig
- Benigni in Müldenberg, Siegmund von (1855–1922), österreichischer Feldzeugmeister
- Benigni, Carlo (1745–1822), italienischer römisch-katholischer Geistlicher und Bischof von Terni
- Bénigni, Léon (1892–1948), französischer Maler und Mode-Grafiker, Plakatkünstler und Illustrator
- Benigni, Roberto (* 1952), italienischer Regisseur und SchauspielerRoberto Benigni (* 1952)

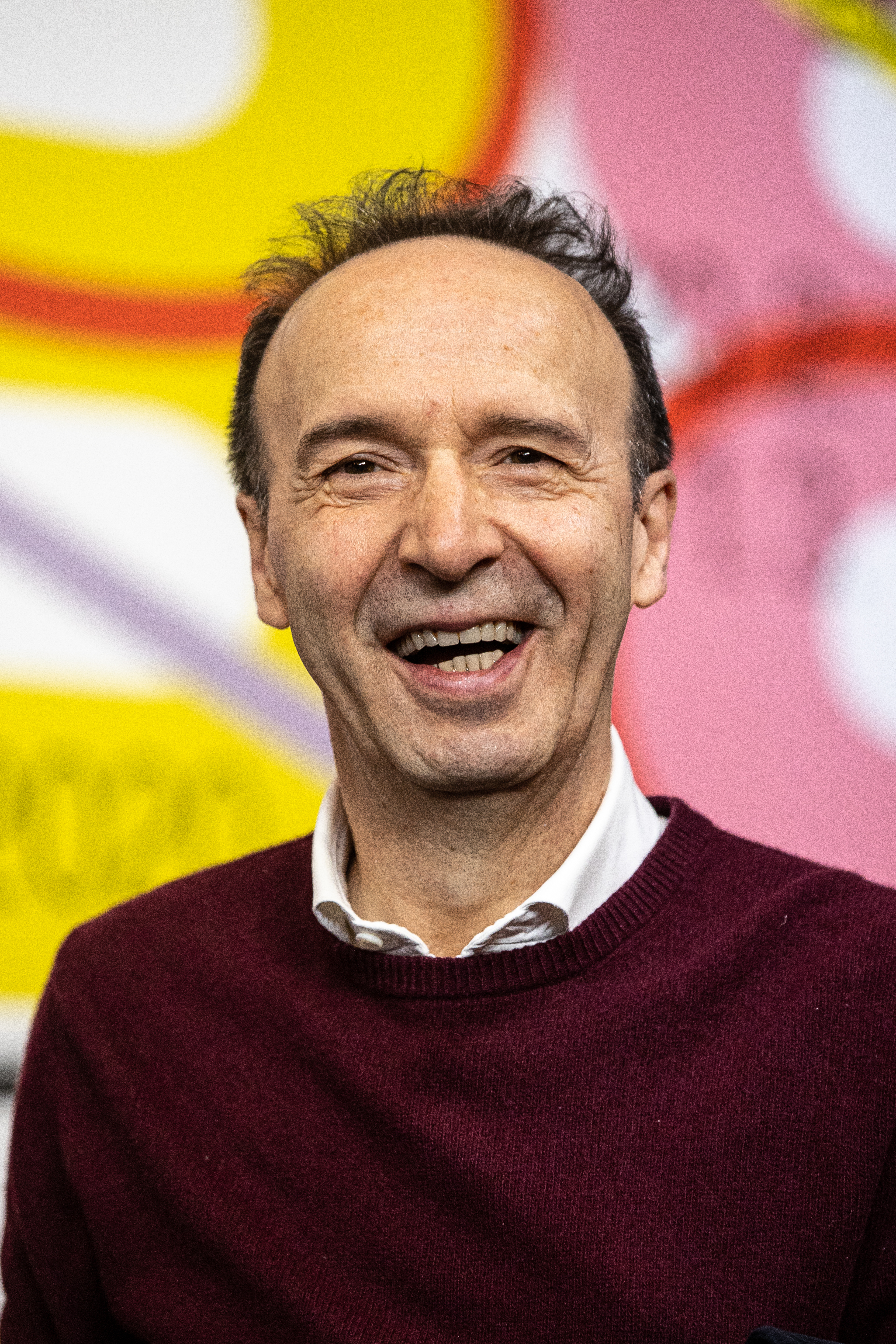
Roberto Benigni (* 1952)

- Benigni, Sisto (1762–1842), italienischer römisch-katholischer Geistlicher, Zisterzienser, Abt und Generalabt
- Benigni, Umberto (1862–1934), italienischer Priester und Kirchenhistoriker
- Benigni, Walter (1934–2019), österreichischer Kunst-Fotograf
- Benignus von Dijon, Missionar und Märtyrer

### Benik
- Benikhlef, Amar (* 1982), algerischer Judoka

### Benin
- Beninati, Manfredi (* 1970), italienischer Künstler
- Benincasa, José (* 1891), uruguayischer Fußballspieler
- Benincasa, Miguel, uruguayischer Fußballspieler
- Benincasa, Pius Anthony (1913–1986), US-amerikanischer römisch-katholischer Geistlicher, Weihbischof in Buffalo
- Beninde, Max (1874–1949), deutscher Hygieniker
- Bening, Alexander († 1519), niederländischer Maler
- Bening, Annette (* 1958), US-amerikanische SchauspielerinAnnette Bening (* 1958)

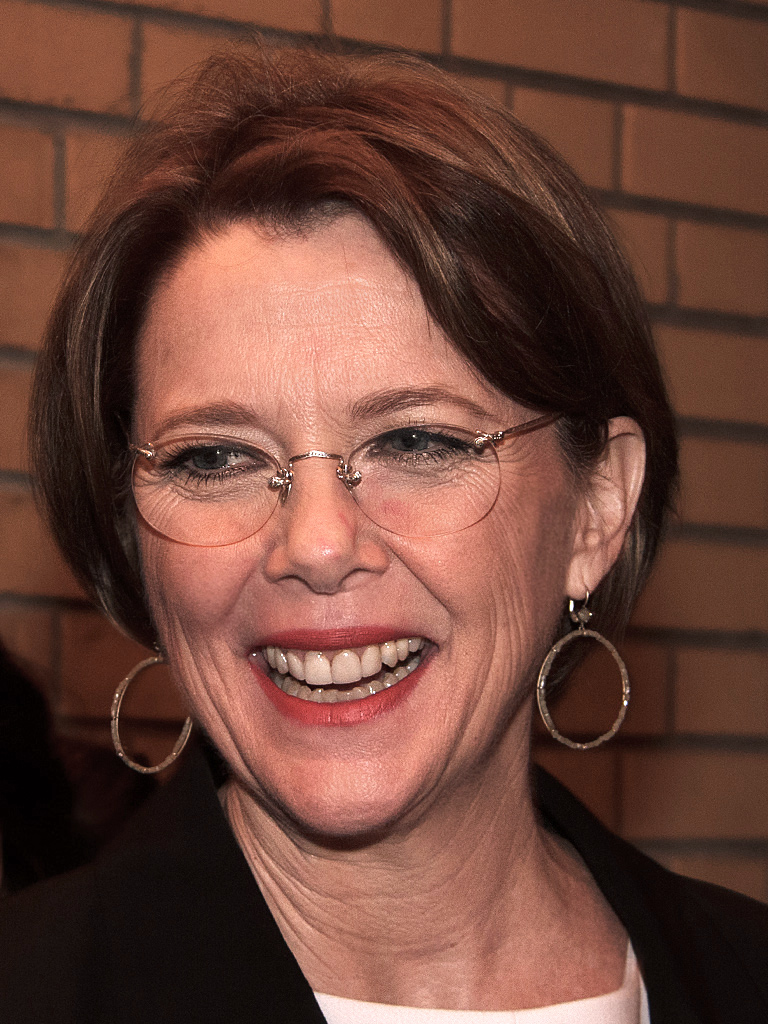
Annette Bening (* 1958)

- Bening, Heinrich (1801–1895), deutscher Volkswirt und Jurist
- Bening, Simon († 1561), flämischer Miniaturen-Maler und Illustrator
- Beninga, Eggerik (1490–1562), friesischer Geschichtsschreiber und Staatsmann
- Beninga-Kettler, Johann August (1798–1837), deutscher Jurist und Politiker
- Beninger, Eduard (1897–1963), österreichischer Ur- und Frühgeschichtsforscher
- Benini, Clarice (1905–1976), italienische Schachspielerin
- Benini, Giovanni (1569–1636), italienischer Titularerzbischof
- Benini, Giovanni Antonio (1812–1896), italienischer Geistlicher und römisch-katholischer Bischof von Pescia
- Benini, Marco (* 1982), deutsch-italienischer Priester, Autor, Liturgiewissenschaftler und Hochschullehrer
- Benini, Stefano (* 1955), italienischer Jazzmusiker (Flöte, Komposition)

### Benio
- Benioff, David (* 1970), US-amerikanischer Schriftsteller, Drehbuchschreiber und FilmproduzentDavid Benioff (* 1970)

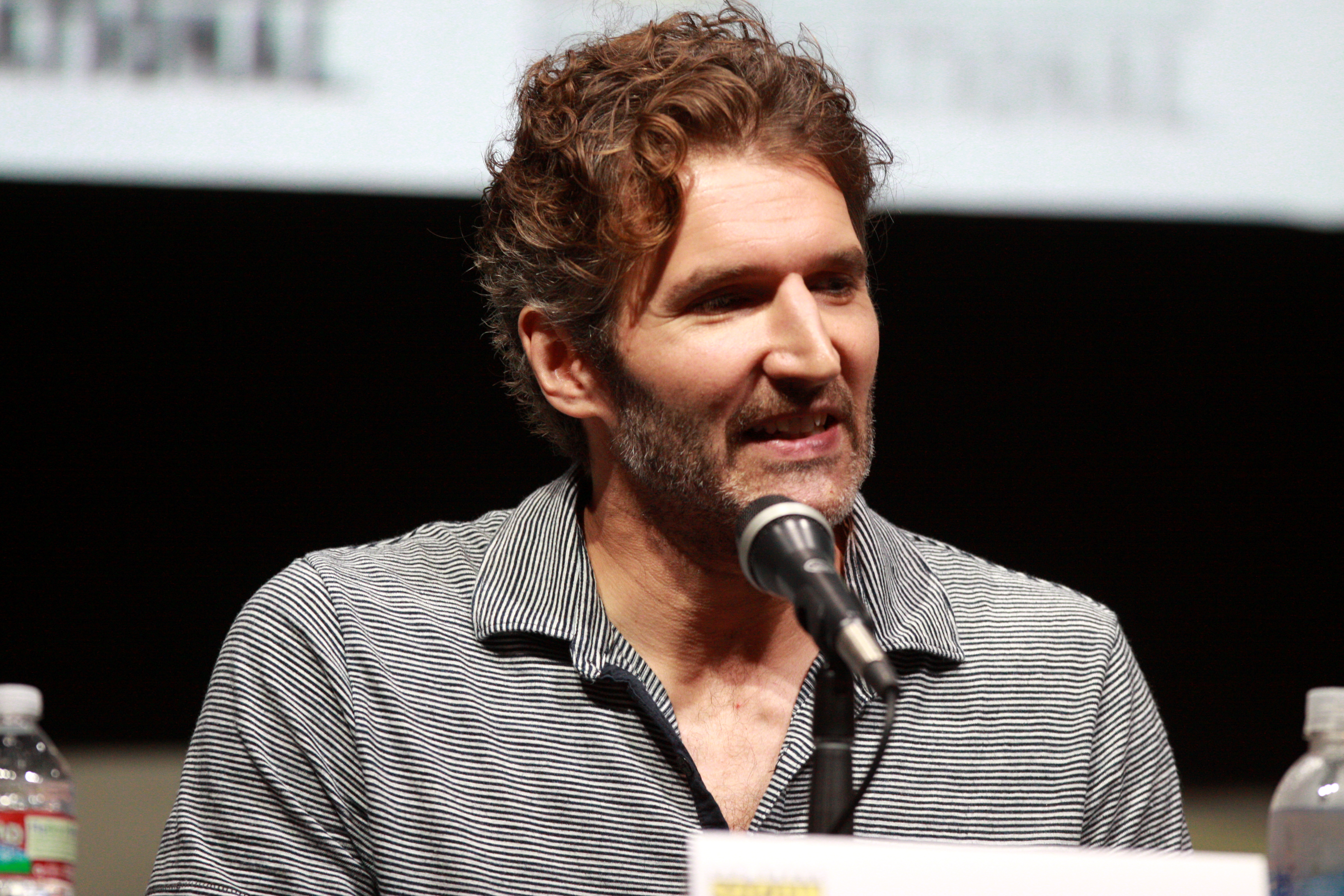
David Benioff (* 1970)

- Benioff, Hugo (1899–1968), US-amerikanischer Seismologe
- Benioff, Marc (* 1964), US-amerikanischer Unternehmer
- Benioff, Paul (1930–2022), US-amerikanischer Physiker

### Benir
- Benirschke, Hans (1925–2011), deutscher Journalist und Chefredakteur
- Benirschke, Karl Johann (1875–1941), österreichischer Architekt
- Benirschke, Max (1880–1961), österreichischer Architekt, Kunsthandwerker, Illustrator, Hochschullehrer und Anthroposoph

### Benis
- Benisch, Gerhard (* 1930), deutscher Konstrukteur, Ingenieur und Mitglied der Volkskammer der DDR
- Benischek, Josef (1841–1896), deutsch-schlesischer Architekt
- Benischke, August (1938–2010), deutscher Brigadegeneral der Bundeswehr
- Benischke, Gustav (1867–1947), böhmischer Physiker
- Benishari, Hemin, kurdischer Befehlshaber von Ansar al-Islam
- Benishek, Dan (1952–2021), US-amerikanischer Politiker
- Benison, Peter (* 1950), kanadischer Kameramann
- Benisowitsch, Gregor (* 1957), Schweizer Bergsteiger und promovierter Jurist

### Benit
- Benita, Ina (1912–1984), polnische Schauspielerin
- Benita, Michel (* 1954), französischer Jazzmusiker
- Benite, Joaquim (1943–2012), portugiesischer Theaterregisseur und Autor
- Benites Astoul, Horacio Ernesto (1933–2016), argentinischer Geistlicher, Weihbischof in Buenos Aires
- Benites Soares, Bruna Beatriz (* 1985), brasilianische Fußballspielerin
- Benítes, Jessica (* 1989), mexikanische Fußballspielerin
- Benites, Leopoldo (1905–1995), ecuadorianischer Diplomat, Präsident der UN-Generalversammlung (1973–1974)
- Benítez Ávalos, Felipe Santiago (1926–2009), paraguayischer Theologe und Erzbischof von Asunción
- Benítez Cáceres, Delfín (1910–2004), paraguayischer Fußballspieler
- Benítez Candia, Amancio Francisco (* 1973), paraguayischer Geistlicher, römisch-katholischer Bischof von Benjamín Aceval
- Benítez Martínez, Marcelo (* 1956), paraguayischer römisch-katholischer Ordensgeistlicher, Bischof von Caazapá
- Benítez, Antonio J. (1903–1992), argentinischer Rechtsanwalt und Politiker des Partido Justicialista
- Benítez, César (* 1990), paraguayischer Fußballspieler
- Benítez, Christian (1986–2013), ecuadorianischer Fußballspieler
- Benítez, Cristofer (* 1990), spanischer Rhythmischer Sportgymnast
- Benítez, Diego (* 1988), uruguayischer Fußballspieler
- Benítez, Edgar (* 1987), paraguayischer Fußballspieler
- Benítez, Eladio (1939–2018), uruguayischer Fußballspieler
- Benítez, Eloy (* 2003), puerto-ricanischer Leichtathlet
- Benítez, Elsa (* 1977), mexikanisches Fotomodell
- Benítez, Fabián (* 1983), paraguayischer Fußballspieler
- Benítez, Fiamma (* 2004), spanisch-argentinische Fußballspielerin
- Benítez, Florencia (* 1986), argentinische Schauspielerin und Sängerin
- Benítez, Gastón (* 2002), paraguayischer Fußballspieler
- Benítez, Gorka (* 1966), spanischer Jazzmusiker (Tenorsaxophon, Flöte, Komposition)
- Benítez, Gustavo (* 1953), paraguayischer Fußballspieler
- Benítez, Isidro (1900–1985), kubanischer Musiker, Dirigent und Komponist
- Benítez, Jaime Rexach (1908–2001), puerto-ricanischer Politiker
- Benítez, Javier (* 1979), spanischer Radrennfahrer
- Benítez, Jenifer (* 1988), spanische Wasserspringerin
- Benítez, Jesús (* 1984), uruguayischer Fußballspieler
- Benitez, John (* 1957), US-amerikanischer Schlagzeuger, Gitarrist, Songwriter, DJ, Remixer und Musikproduzent
- Benítez, Jonathan (* 1991), argentinischer Fußballspieler
- Benítez, José Alberto (* 1981), spanischer Radrennfahrer
- Benítez, Juan, paraguayischer Fußballschiedsrichter
- Benítez, Juan José (* 1946), spanischer Journalist und Autor
- Benítez, Lizardo (* 1977), kubanischer Straßenradrennfahrer
- Benítez, Lorena (* 1998), argentinische Fußballspielerin
- Benítez, Marcio (* 1996), uruguayischer Fußballspieler
- Benítez, María Ignacia (1958–2019), chilenische Politikerin
- Benítez, Martín (* 1994), argentinischer Fußballspieler
- Benítez, Michelle (* 1996), mexikanischer Fußballspieler
- Benítez, Miguel Ángel (* 1970), paraguayischer Fußballspieler
- Benítez, Omar, salvadorianischer Straßenradrennfahrer
- Benítez, Pedro (1901–1974), paraguayischer Fußballspieler
- Benítez, Rafael (* 1960), spanischer FußballtrainerRafael Benítez (* 1960)

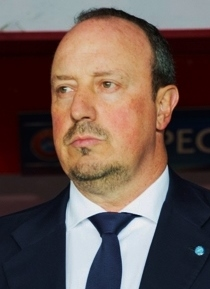
Rafael Benítez (* 1960)

- Benítez, Santiago (1903–1997), paraguayischer Fußballspieler
- Benítez, Walter (* 1993), argentinischer Fußballtorhüter
- Benitez, Wilfred (* 1958), puerto-ricanischer Boxer
- Benito Garcia, David (* 1977), luxemburgisch-spanischer Schauspieler
- Benito López, Antonio (* 1994), spanischer Triathlet
- Benito Ziluaga, Xabier (* 1988), spanischer Politiker
- Benito, Alberto (* 1975), spanischer Radrennfahrer
- Benito, Gregorio (1946–2020), spanischer Fußballspieler
- Benito, Ivan (* 1976), schweizerisch-spanischer Fussballtorhüter
- Benito, Loris (* 1992), Schweizer FußballspielerLoris Benito (* 1992)

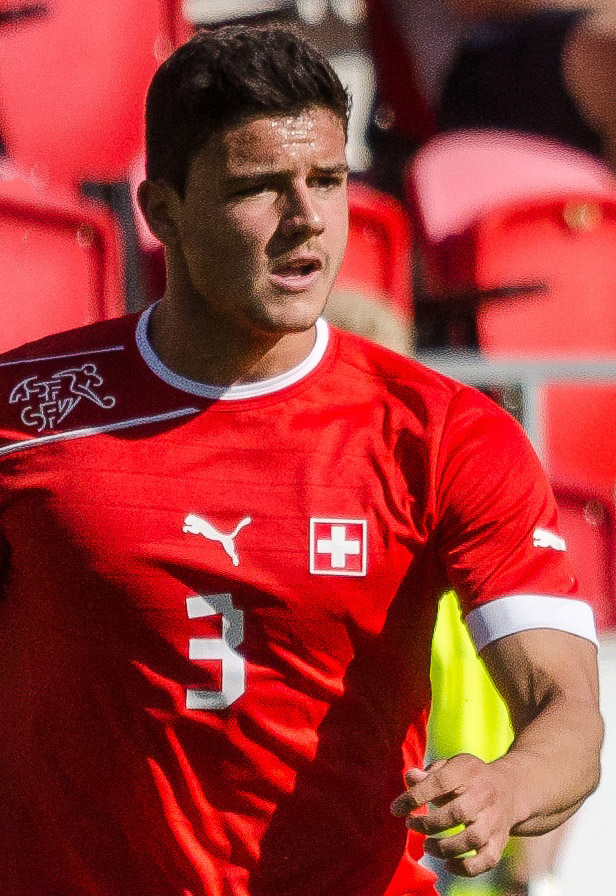
Loris Benito (* 1992)

- Benito, Mireia (* 1996), spanische Radrennfahrerin
- Benito, Samuel (* 2000), deutscher Schauspieler
- Benitz, Albert (1904–1979), deutscher Kameramann
- Benitz, Timo (* 1991), deutscher Leichtathlet
- Benitz, Wilhelm (1815–1876), kalifornischer Ländereienbesitzer mit deutscher Abstammung und Besitzer von Fort Ross

### Beniv
- Benivieni, Girolamo (1453–1542), italienischer Dichter

### Beniz
- Benizi, Philipp (1233–1285), italienischer Heiliger
- Benizri, Schlomo (* 1961), israelischer Politiker und Minister